# 다빈치 푸드
《다빈치 푸드》는 스튜디오 애니멀에서 재작한 요리 과학 학습 만화이다.

## 권수

### 본권
- 1권-도전! 쿠치나 요리학교
- 2권-밝혀지는 코덱스의 비밀
- 3권-위기 일발! 칼리토의 습격
- 4권-예측 불허! 눈의 탑 심사
- 5권-요동치는 향기의 탑
- 6권-코덱스를 사수하라!

### 별책부록
코댁스

## 등장인물

### 주요인물

#### 아크 퀴진
주인공이고 기본기가 없는 엉뚱한 쿠치나 요리학교 학생. 처음에는 정말 더럽도록 맛없는 요리를 만들던 어느날, 얼떨결에 쿠치나 요리학교에 들어가 사고도 치고 수습도 하고 별일을 벌이다 네 탑의 셰프 중 미슐랭 교장선생님에게 선택된다. 마음이 따뜻하며 우정을 중요시 여긴다.

#### 미라 더 살라이
탄탄한 요리 실력을 가지고 있는 훌륭한 쿠치나 요리학교 학생. 학대 당했던 아픈 과거를 숨기다가 아크의 마음을 알고 아크와 더욱이 사이 좋게 지낸다. 네 개의 탑 심사에서, 네 탑에 셰프 중 눈의 탑의 주인, 아이작 콘도르에게 선택된다.

#### 만쥬
소스를 잘 다루는 착한, 아크의 좋은  쿠치나 요리학교의 학생. 몸이 동글동글하며 소스를 사랑한다. 또한 향기를 잘 맡으며 황금비율 요리를 만들어 냈다. 네 개의 탑 심사에서, 네 탑의 셰프 중 코의 탑 주인, 요마코에게 선택된다.

#### 슈 레오나르도 브라만테오
4차원에 순수하고 해맑은 쿠치나 요리학교의 학생. 어마어마한 공작가의 외동딸이다. 물론 가족들과 하녀들까지 4차원이며 쿠치나에서 제일 예뻐 대부분의 남학생이 좋아한다. 네 개의 탑 심사에서, 네 탑의 셰프 중에 귀의 탑 주인, 허밋 더 빅사운드에게 선택된다.

#### 사이클릭 더 그레이드
진짜 주인공이라고 우기며 별 잘난 척 다하는 쿠치나 요리학교의 학생. 포도머리라는 팩트를 많이 받았으며, 귀족이라지만 사실상 거지이다. 완벽주의자이며, 어떤 술수를 써서 코덱스를 차지하려 한다.

### 4개의 탑 셰프들

#### 미슐랭 교장 선생님
4개의 탑중 마지막 탑 주인, 쿠치나 요리학교의 교장선생님. 또한 과거에는 5성, 폭풍의 미슐랭이었다.

#### 아이작 콘도르, 요마코, 허밋 더 빅사운드
눈,코,귀의 탑 주인, 각자 미라, 만쥬, 슈를 선택한다.

#### 소피
아이작 콘도르의 도우미. 엉뚱하고 생기발랄하다.

### 선생님

#### 롬비
쿠치나의 엄격한 요리선생님. 아크를 은근 못마땅하게 본다.

#### 잭
지하주방에서 일하는 지옥의 사자같은 선생님. 아크에게 칼질에 대해 잘 가르쳐 준다.

### 기타 인물

#### 만담콤비
정체불명의 인물들. 해설을 당담하고 있다.

#### 사이클릭 부하 7인조
사이클릭을 위해 모든지 하겠단 기새. 닌자라고 하지만 뭔가 사이클릭을 닮아 멍청하다.